# Obbi Oularé
Mamadou Obbi Oularé (Waregem, 8 gennaio 1996) è un calciatore belga di origini guineane, attaccante del Lierse Kempenzonen.

## Caratteristiche tecniche
È un centravanti.

## Carriera

### Club

#### Club Brugge
Oulare è cresciuto nelle giovanili dell'Anderlecht ed ha firmato per il Club Brugge nel 2013. Ha fatto il suo debutto nella Pro League belga il 14 settembre 2014 contro il Genk. Ha sostituito Nikola Storm dopo 64 minuti di gioco. Il suo debutto da titolare in campionato è avvenuto il 21 settembre 2014 contro il Kortrijk, in cui ha anche segnato il suo primo gol.

#### Watford
Il 1º settembre 2015 ha firmato per il Watford, per una cifra intorno alle sei milioni di sterline con un contratto di cinque anni.

#### Zulte Waregem
Il 27 luglio 2016 passa in prestito allo Zulte Waregem. Con la squadra belga colleziona 10 presenze in campionato condite da una rete, prima di fare ritorno al Watford nel gennaio seguente.

#### Willem II
Il 26 gennaio 2017 passa in prestito agli olandesi del Willem II.

### Nazionale
Ha giocato nelle nazionali giovanili belghe Under-18, Under-19 ed Under-21.

## Statistiche

### Presenze e reti nei club
Statistiche aggiornate al 1º luglio 2017.
| Stagione           | Squadra            | Campionato         | Campionato | Campionato | Coppe nazionali | Coppe nazionali | Coppe nazionali | Coppe continentali | Coppe continentali | Coppe continentali | Altre coppe | Altre coppe | Altre coppe | Totale | Totale |
| Stagione           | Squadra            | Comp               | Pres       | Reti       | Comp            | Pres            | Reti            | Comp               | Pres               | Reti               | Comp        | Pres        | Reti        | Pres   | Reti   |
| ------------------ | ------------------ | ------------------ | ---------- | ---------- | --------------- | --------------- | --------------- | ------------------ | ------------------ | ------------------ | ----------- | ----------- | ----------- | ------ | ------ |
| 2014-2015          | Club Bruges        | D1                 | 11+8       | 2+1        | CB              | 3               | 2               | UEL                | 8                  | 2                  | -           | -           | -           | 30     | 7      |
| ago.-sett. 2015    | Club Bruges        | D1                 | 6          | 1          | CB              | 0               | 0               | UCL                | 2                  | 1                  | SB          | 1           | 0           | 9      | 2      |
| Totale Club Bruges | Totale Club Bruges | Totale Club Bruges | 17+8       | 3+1        |                 | 3               | 2               |                    | 10                 | 3                  |             | 1           | 0           | 39     | 9      |
| sett. 2015-2016    | Watford            | PL                 | 2          | 0          | FACup+CdL       | 1+0             | 0               | -                  | -                  | -                  | -           | -           | -           | 3      | 0      |
| 2016-gen. 2017     | Zulte Waregem      | D1                 | 10         | 1          | CB              | 1               | 0               | -                  | -                  | -                  | -           | -           | -           | 11     | 1      |
| gen.-giu. 2017     | Willem II          | E                  | 11         | 3          | CO              | -               | -               | -                  | -                  | -                  | -           | -           | -           | 11     | 3      |
| Totale carriera    | Totale carriera    | Totale carriera    | 40+8       | 7+1        |                 | 5               | 2               |                    | 10                 | 3                  |             | 1           | 0           | 64     | 13     |

## Palmarès
- Coppa del Belgio: 1

Club Bruges: 2014-2015